# Iseo (Włochy)
Iseo – miejscowość i gmina we Włoszech, w regionie Lombardia, w prowincji Brescia.
Według danych na rok 2004 gminę zamieszkiwało 8389 osób, 335,6 os./km².

W Iseo znajduje się romański kościół św. Andrzeja, częściowo przebudowany w XIX wieku w stylu klasycystycznym.

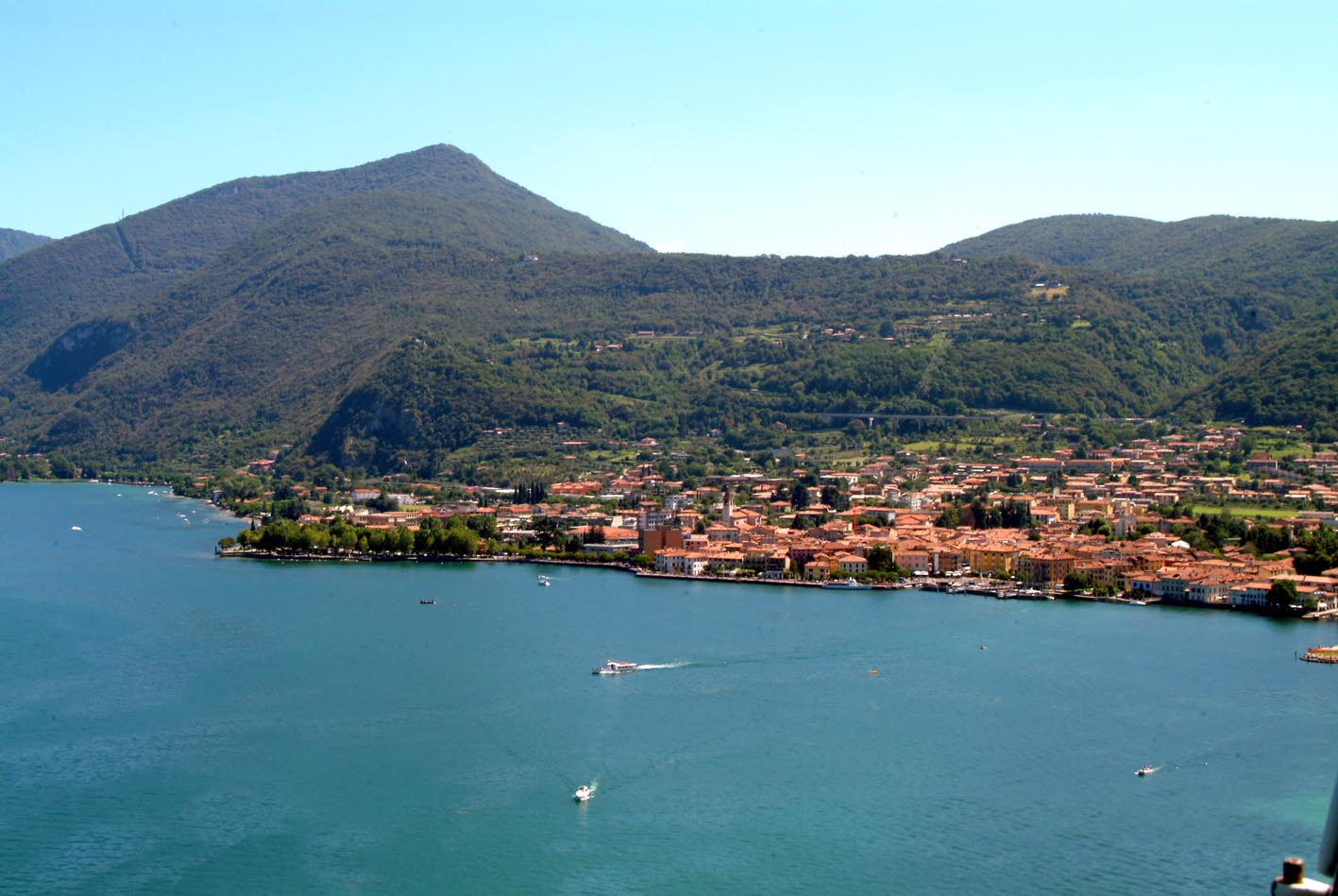